# Ragazzo con spada
Ragazzo con spada (L'Enfant à l'épée) è un dipinto a olio su tela realizzato nel 1861 dal pittore impressionista francese Édouard Manet. La tela è conservata nel Metropolitan Museum of Art di New York.
Il dipinto è stato realizzato nell'atelier di rue Goyot. Rappresenta il probabile figlio naturale dell'artista , Léon Leenhoff, vestito come un paggio della corte di Spagna del XVII secolo. Léon non fu mai riconosciuto ufficialmente da suo padre. La spada, troppo pesante per il ragazzo potrebbe simboleggiare sia il padre assente sia il pesante segreto da nascondere. La posa dell'effigiato è inconsueta in quanto è dinamica, in atto di muoversi verso destra. Si nota un evidente pentimento nell'esecuzione del piede sinistro, con l'intento di ridurne la dimensione.
Tipica del periodo spagnoleggiante di Manet, la tela mostra la notevole influenza che esercitavano su di lui le opere di Diego Velázquez e di Frans Hals.